# Friedrich von Pöck
Friedrich Freiherr von Pöck (Szobotist, Kom. Neutra, 19. kolovoza 1825. - Graz, 25. rujna 1884.), austrougarski mornarički časnik i admiral.

## Više informacija
- Austrougarska ratna mornarica

| vojne službe                      | vojne službe                                                            | vojne službe                                  |
| --------------------------------- | ----------------------------------------------------------------------- | --------------------------------------------- |
| prethodnik Wilhelm von Tegetthoff | zapovjednik Austrougarske ratne mornarice travanj 1871. – studeni 1883. | nasljednik Maximilian Daublebsky von Sterneck |
| prethodnik Wilhelm von Tegetthoff | načelnik Mornaričke sekcije travanj 1871. – studeni 1883.               | nasljednik Maximilian Daublebsky von Sterneck |